# Faie
Faie es una comuna asociada de la comuna francesa de Huahine  que está situada en la subdivisión de Islas de Sotavento, de la colectividad de ultramar de Polinesia Francesa.

## Composición
La comuna asociada de Faie comprende una fracción de la isla de Huahine y el motu más próximo a dicha fracción:
| Comuna asociada de Faie                      |                  |                  |                    |
| Fracción de la isla de Huahine (Huahine Nui) | Población (2012) | Superficie (km²) | Densidad (hab/km²) |
| Faie                                         | 395              | -                | -                  |
| Islote                                       | Población (2012) | Superficie (km²) | Densidad (hab/km²) |
| Vavaratea                                    | -                | -                | -                  |

## Demografía
| Gráfica de evolución demográfica de Faie entre 1977 y 2012 |
|                                                            |

Fuente: Insee